# Vanessa Kingori
Vanessa Kingori est responsable d'activité, directrice commerciale et directrice de la publication de British Vogue. Avant cela, Kingori était l'éditeur de l'ensemble des plateformes de British GQ. Elle a également travaillé pour la maison d'édition médiatique Condé Nast UK pendant plus d'une décennie.

## Biographie
Vanessa Kingori naît au Kenya. Elle fait d'abord des études sur l'île caribéenne de Saint-Christophe, avant de s'installer définitivement à Londres. Elle fréquente le Royal Holloway College de l'Université de Londres.
Elle travaille au London Evening Standard, puis à Esquire avant son mandat chez Condé Nast.
En mars 2015, elle est nommée éditrice de l'ensemble des plateformes de British GQ,.
En septembre 2017, elle est nommée directrice de publication de toutes les plateformes britanniques de Vogue. Elle devient ainsi la première femme directrice de publication de cette compagnie en plus de 100 ans d'histoire. Elle est également la première personne de couleur pour ce poste ainsi que la plus jeune directrice de publication de Condé Nast UK. Kingori commence ses tâches de directrice de publication de British Vogue en janvier 2018. En septembre 2021, Kingori est promue directrice commerciale de l'entreprise britannique, couvrant toutes les marques de Conde Nast Britain. Cela s'ajoute à ses responsabilités existantes à la tête de British Vogue,.